# Achema

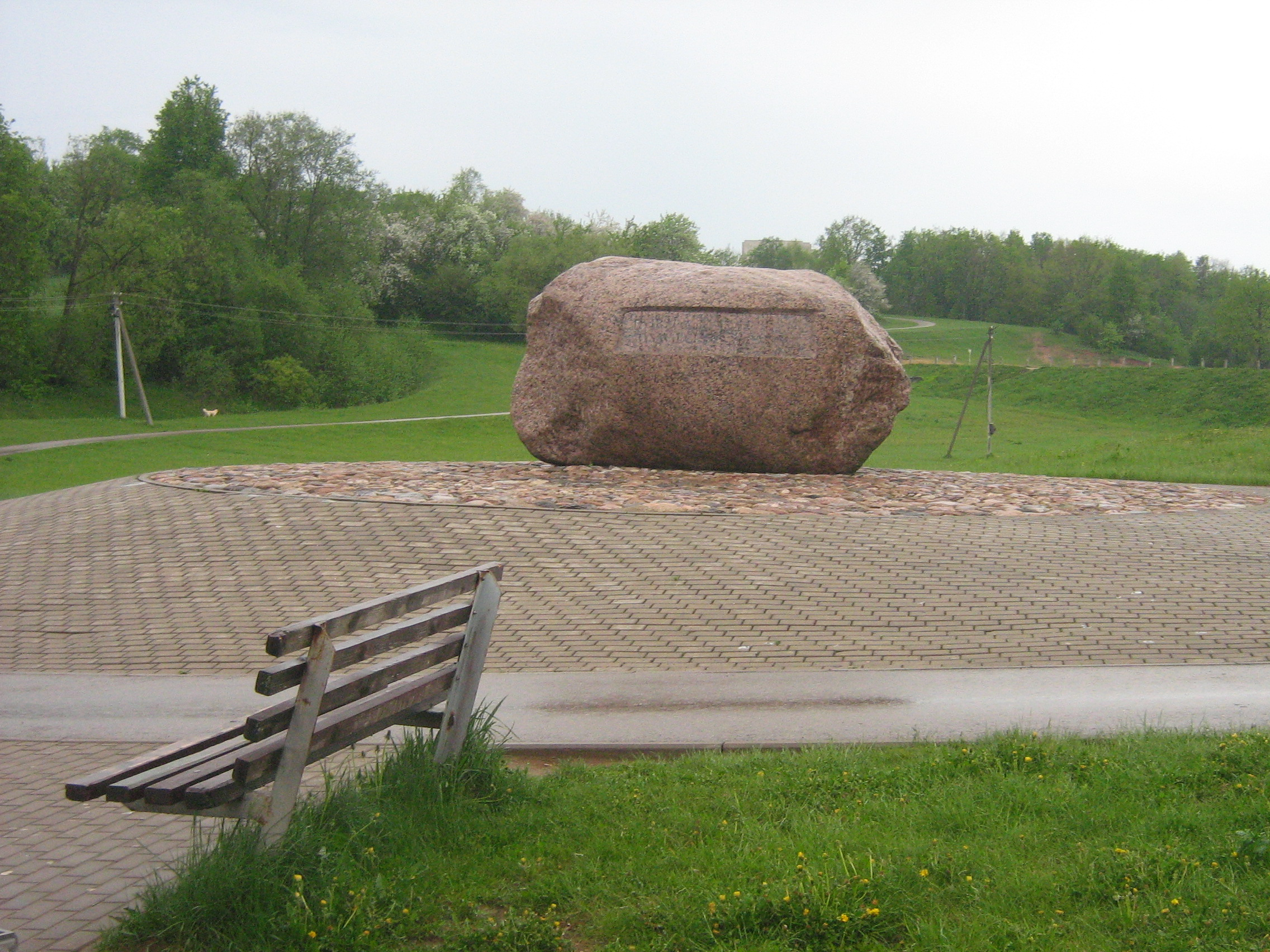
Monumentální kámen, darovaný „Achemou“ městu Jonava u příležitosti jubilea k cyklostezce

AB "Achema" je litevská akciová společnost s výrobním závodem u okresního města Jonava, přesněji na území vsi Jonalaukis u soutoku Nerisu a Šventoji (PSČ: LT - 55550). Vyrábí dusíkatá hnojiva a další průmyslové chemikálie. Je to největší chemický koncern v Baltských státech, litevský podnik s litevským kapitálem, největší podnik koncernu „Achemos grupė“. Má kolem 1 700 zaměstnanců.

## Historie
- 1962 - nedaleko od Jonavy začala výstavba továrny na dusíkatá hnojiva (tehdejší název: Jonavos TSKP XXV suvažiavimo azotinių trąšų gamykla - Jonavská továrna na dusíkatá hnojiva XXV. sjezdu KSSS, později - Gamybinis susivienijimas „Azotas“, G/S „Azotas“ - Výrobní spolek „Dusík“). O umístění rozhodla příhodná zeměpisná poloha: střed Litvy, blízkost silničních a železničních dopravních tepen.
- 9. únor a 1965 - počátek výroby syntetického čpavku. Později výroba methanolu (1968), močoviny, (1971), kyseliny dusičné (1972), ledku amonného, močovino-formaldehydové pryskyřice (KFD) a polyvinylacetátové disperze (PVAD) (1973).
- 1977 - vyrobeno 258 000 t (v přepočtu na dusík) dusíkatých hnojiv a 48 000 t (v přepočtu na 100 % P2O5) fosfátových hnojiv. Produkce dodávána do SSSR (Estonská SSR, Lotyšská SSR, Běloruská SSR, RSFSR, Ukrajinská SSR).[3]
- Od roku 1989 člen IFA (International Fertilizer Industry Association) s licenzí.
- 1994 - Výrobní spolek „Azotas“ privatizován, založena akciová společnost AB „Achema“.
- 1995 - počátek výroby roztoku ledku amonného + močoviny (KAS - karbamido-amonio salietros tirpalas).
- Od roku 1995 člen Asociace inženýrské ekologie (IEA), od roku 1997 člen výboru asociace evropských výrobců hnojiv (EFMA European Fertilizer Manufacturers Association).
- 1998 - mezinárodní licence ISO 9002.
- 1999 - počátek výroby roztoku zásaditého síranu hlinitého[4]

## Zaměření
Základním zaměřením společnosti je výroba a prodej dusíkatých hnojiv, sypkých směsí hnojiv, roztoků hnojiv jak pro pokojové rostliny tak pro polní kultury, dále výroba čpavku, kyseliny dusičné, methanolu, formalínu, pryskyřic KF (močovino-formaldehydových), lepidel (PVAD), oxidu uhličitého, stlačeného kyslíku, dusíku, vodních emulzních nátěrů, roztoku zásaditého síranu hlinitého.
2005: obrat - 935,5 mln. Lt (~271 mln. €), zisk - 40,4 mln. Lt (~11,7 mln. €).
2008 vyrobeno a prodáno kolem 2,3 mln. tun hnojiv.
V roce 2009 se příjmy společnosti zmenšily přibližně na polovinu ve srovnání s rokem 2008.

## Vedení společnosti
Výkonný ředitel a předseda představenstva - Bronislovas Lubys.
- Generální ředitel - Jonas Sirvydis
- Technický ředitel - Juozas Tunaitis
- Komerční ředitel - Tautvydas Misiūnas
- Ředitel výroby - Valdemaras Vareika
- Ředitel zásobování - Kęstutis Kasiulis
- Ředitel pro výstavbu a rekonstrukce - Česlovas Skiedra
- Ředitel ekonomiky a financí - Edmundas Damanskis
- Ředitel osobního oddělení - Gitenis Subačius